# Bobby Locke
Arthur D'Arcy Locke, detto Bobby (20 novembre 1917 – 9 marzo 1987), è stato un golfista sudafricano.
Ha vinto quattro The Open Championship, nove South African Open, sette South African PGA Championship e quindici eventi PGA Tour. Fu un vincitore prolifico del torneo nel suo paese natale, accumulando alla fine 38 vittore nel South African Tour (ora Sunshine Tour).

## Biografia

### Infanzia
Locke nacque a Germiston, in Sudafrica, unico figlio del signor C.J e della signora O. Locke della Nottingham Road nº 70, Kensington, Johannesburg. Nel 1934 ottenne l'Educational Junior Certificate alla Benoni High School.

### Gli inizi della carriera professionale
Locke vinse il South African Open per la prima volta nel 1935, al "Parkview Golf Club" a Johannesburg, con un punteggio di 296, giocando come principiante. Ha giocato nella sua prima The Open Championship nel 1936, all’età di 18 anni, finendo di essere un dilettante.
È diventato professionista nel marzo del 1938 all’età di 20 anni ed è stato assunto dal ’’Maccauvlei Country Club’’ nel 1939. I problemi sorsero quando Locke voleva dare lezioni ai non soci e prendersi il permesso, senza prima chiedere, di partecipare a competizioni esterne come gli U.S. Open. 
Locke si dimise dal club con una lettera il 26 luglio 1940.

### Servizio nella seconda guerra mondiale
La sua carriera venne interrotta dal servizio nell’Aeronautica sudafricana durante la seconda guerra mondiale. Il suo trascorso militare si trova presso gli archivi del Dipartimento della Difesa sudafricano con il suo numero di servizio: 103940.
- Addestramento dei piloti iniziale: 15 ottobre 1940 – 4 maggio 1942
- Brevetto per istruttore di volo: allenamento: 4 maggio 1942 – 13 dicembre 1944
- Schieramento iniziale in Medio Oriente: 13 dicembre 1944 – 7 maggio 1945
- Schieramento in Italia, dopo la Giornata della vittoria, sui dazi di trasporto: 7 maggio 1945 – 8 agosto 1945
- Onorevole discarico del servizio dall’8 agosto 1945 all’11 ottobre 1945.

### Descrizioni alternative del trascorso militare di Locke
Altre descrizioni del verbale di guerra di Bobby Locke suggeriscono che era più attivo delle funzioni di trasporto che ha assunto, con lo squadrone numero 31 di SAAF in Italia, che sono descritte dagli archivi SANDF ufficiali. Le descrizioni includono: ha trascorso dodici mesi in uno squadrone Liberator in Italia: era un pilota di bombardieri che bombardava Monte Casino, ha combattuto per la Gran Bretagna come pilota di bombardieri; ha sorvolato oltre 100 missioni in Europa con la SAAF e "prestò servizio con onore come pilota di bombardieri della Royal Airforce". Locke afferma inoltre che:
- In una fotografia di lui e altri, stava giocando a golf al Gizeh Golf & Country Club, al Cairo, nel 1943
- "Il mio soggiorno nell’aeronautica militare è durato cinque anni e tre mesi durante i quali ho completato 1800 ore su velivoli a motore singolo, gemellato e a quattro motori"

### Successo negli Stati Uniti
Dopo la fine della seconda guerra mondiale, Locke riprese con successo la sua carriera in Sudafrica nel 1946. Ospitò Sam Snead, uno dei migliori golfisti americani del momento, per una serie di partite in Sudafrica nel gennaio/febbraio 1947, vincendo 12 delle 16 partite, due sono finite al pareggio e Snead ne ha vinte due. Snead è stato così impressionato da suggerire a Locke di andare negli Stati Uniti d'America per provare il PGA Tour, consigli che Locke ha seguito subito.
Locke arrivò negli USA per la prima volta nel 1947, ben dopo l’inizio della stagione del tour americano. In due anni e mezzo nel PGA Tour, Locke ha giocato in 59 eventi. Ne ha vinti 11 e finì tra i primi tre con 30 eventi, poco più della metà. 
Nel 1947, nonostante un inizio tardivo, Locke dominò il tour americano, vincendo sei tornei (di cui quattro in cinque settimane) e finendo secondo a Jimmy Demaret nella Money List.

### Polemiche ed espulsione dal PGA Tour
Nel 1948, Locke vinse il Chicago Victory National con 16 colpi, che rimane un record del PGA Tour per margine di vittoria (legato per margine di vittoria con la vittoria di J. Douglas Edgar nei Canadian Open del 1919).
L’anno seguente, fu bandito dal tour, apparentemente a causa di una controversia sugli impegni di gioco. Locke aveva in effetti assunto diversi impegni anticipati per comparire in tornei ed esibizioni, quindi non si era presentato né aveva dato un preavviso adeguato né spiegazioni per le assenze. Tuttavia, il campione Claude Harmon dichiarò, non richiesto, a un'altra personalità del golf di quell’epoca "Locke era semplicemente troppo bravo. Hanno dovuto bandirlo". 
L’espulsione venne revocata nel 1951, ma Locke scelse di non tornare a giocare negli Stati Uniti, tranne per qualche apparizione.
Locke spiegò il suo punto di vista e ciò che portò all’espulsione. Aveva accettato gli inviti, organizzati attraverso il PGA, per giocare in due tornei locali, The Inverness Fourball e Western Open. Spiegò come lo aiutarono con una tattica che lo portò a vincere i British Open del 1949. Spiega che la vittoria "Open" è uno dei motivi per violare il suo contratto. Il testo indica che ha compreso la natura contrattuale dei suoi rapporti con la PGA.

### Successo mondiale
Dopo aver lasciato il PGA Tour, Locke ha continuato la sua carriera in Europa e in Africa, dove si è sentito più a suo agio. Ha vinto 23 volte in Europa, in particolare ha avuto 4 successi nei ‘’The Open Championship’’ del 1949, 1950,1952 e 1957. 
È stato il primo di molti sudafricani che successivamente hanno vinto importanti campionati, tra cui Gary Player, Ernie Els, Reief Goosen, Trevor Immelman, Louis Oosthuizen, e Charl Schwartzel. 
La sua vittoria nell’Open Championship del 1957 ebbe polemiche. Locke non è riuscito a rimpiazzare correttamente la sua palla dopo aver segnato il 72º green e ha proceduto alla sua eliminazione. Ciò è stato confermato dai filmati del cinegiornale forniti all’R&A dopo la presentazione del trofeo. Le regole al tempo non prevedevano una penalità di due colpi, quindi la vittoria di Locke avrebbe potuto essere annullata a causa della squalifica. Tuttavia, il comitato del campionato non ha applicato la regola della squalifica, citando “equità e spirito del gioco” come fattori prioritari nel sostenere il risultato pubblicato.
Durante questo periodo, Locke ha anche giocato in molte altre parti del mondo. Nel 1955 vinse l’Australian Open tenuno al Gailes Golf Club nel Queensland, in seguito lo classificò come uno dei migliori percorsi che avesse mai fatto. 
Nel 1959, Locke fu coinvolto in un grave incidente d’auto e successivamente soffrì di emicranie e problemi agli occhi che interruppero la sua carriera agonistica, anche se continuò a gareggiare occasionalmente, senza molto successo.
Locke è stato eletto alla World Golf Hall of Fame nel 1977. Era solo il secondo membro (dopo Gary Player) che non proveniva né dagli USA, né dal Regno Unito. 
Morì a Johannesburg nel 1987.

## Caratteristiche del gioco
Locke ha costruito il suo successo attorno alla sua straordinaria abilità nel putting, coniando la frase "You drive for show, but putt for dough".
Indossando calzoncini, scarpe bianche e calze, Locke ha giocato a un ritmo lento e deliberato, forse un'altra ragione per cui i professionisti americani erano infastiditi da lui. Sul green, Locke era un genio in buona fede, usando uno stile di putting molto insolito e un grande occhio per la lettura delle pause. Locke credeva di poter fare spin su putt (simile ai colpi full-swing) e farli "agganciare" e "tagliare" e ha usato la sua tecnica non ortodossa con grande successo.
Locke non era particolarmente lungo nel tee, ma poneva grande enfasi sulla precisione nel colpire fairway e green, ha impiegato una traiettoria estrema da destra a sinistra su quasi tutti i tiri completi. 
Il professionista australiano contemporaneo Jim Ferrier, che ha giocato al tour degli Stati Uniti alla fine degli anni ’40 con Locke, ha descritto il metodo di Locke come progettato per superare la grana molto pesante dell’erba dei green dell’epoca, in particolare nelle regioni a clima caldo come Sudafrica e Stati Uniti meridionali. In queste regioni, durante quel periodo, per sopravvivere all’estremo caldo estivo si dovevano creare i green con la gramigna. La ricerca di tappeti erbosi alla fine ha sviluppato una più ampia varietà di ceppi che possono essere utilizzati. Il metodo di Locke ha permesso alla palla di scivolare sull’erba senza essere influenzata molto dalla grana. Ferrier spiegò che Locke aveva apparentemente imparato la tecnica da un inglese in Egitto, mentre era lì durante la seconda guerra mondiale. In realtà, Locke aveva appreso la tecnica da Walter Hagen durante il tour "Haigs" del Sudafrica con Joe Kirkwood nel 1938.

## Vittorie da dilettante
- 1931 South Africa Boys
- 1935 South Africa Amateur, Natal Amateur, Transvaal Amateur
- 1936 Natal Amateur, Lucifer Empire Trophy
- 1937 South Africa Amateur, Transvaal Amateur, Orange Free State Amateur

## Vittorie da professionista

### PGA Tour
- 1947 (6) Canadian Open, Houston Open, Philadelphia Inquirer Open, All American Open, Columbus Open, Goodall Round Robin
- 1948 (2) Phoenix Open, Chicago Victory Open
- 1949 (3) Cavalier Invitational, Goodall Round Robin, The Open Championship
- 1950 (2) All American Open, The Open Championship
- 1952 (1) The Open Championship
- 1957 (1) The Open Championship

### Sunshine Tour
- 1935 Natal Open, South African Open
- 1936 Natal Open
- 1937 South African Open, Transvaal Open
- 1938 South African Open, South Africa Professional, Transvaal Open
- 1939 South African Open, South Africa Professional, Transvaal Open
- 1940 South African Open, South Africa Professional, Transvaal Open
- 1941 Transvaal Open
- 1946 South African Open, South Africa Professional, Transvaal Open
- 1949 Transvaal Open, 1,000 Guineas Tournament
- 1950 South African Open, South Africa Professional, Transvaal Open, 1,000 Guineas Tournament, Western Transvaal Open, Dunlop £1.000 Tournament, Grey Slax £1,000 Tournament
- 1951 South African Open, South Africa Professional, Transvaal Open, Stag £1,000 Matchplay, Stanley Motors 1,000 Guineas Tournament
- 1952 Stanley Motors 1,000 Guineas Tournament
- 1953 Natal Open
- 1954 Transvaal Open, Mills 1,000 Guineas Tournament
- 1955 South African Open, South Africa Professional, Transvaal Open
- 1956 Western Province Open
- 1958 Transvaal Open, Western Province Open, East Rand Open Championship

### Altre vittorie
- 1938 Irish Open, New Zealand Open
- 1939 Dutch Open
- 1946 Yorkshire Evening News Tournament, Brand-Lochryn Tournament, Dunlop Masters
- 1947 Carolinas Open, Carolinas PGA Championship
- 1948 Carolinas Open
- 1950 Dunlop Tournament, Spalding Tournament, North British-Harrogate Tournament
- 1952 French Open, Mexican Open, Lotus Tournament, Carolinas Open
- 1953 French Open
- 1954 Egyptian Open, German Open, Swiss Open, Dunlop Tournament, Dunlop British Masters, Egyptian Match Play, Swallow-Harrogate Tournament
- 1955 Australian Open
- 1957 Daks Tournament, Bowmaker Tournament
- 1959 New Hampshire Open, Bowmaker Tournament

## Squadre
- South African Amateur Golf Team in Inghilterra 1937.
- Canada Cup: 1953, 1954, 1956, 1960.
- Slazenger Trophy: 1956